# Mi corazón es tuyo
Mi corazón es tuyo (bra: Meu Coração É Teu; ago/moz: O Meu Coração É Teu) é uma telenovela mexicana produzida por Juan Osorio para Televisa e exibida pelo Las Estrellas entre 30 de junho de 2014 e 1 de março de 2015 substituindo Qué pobres tan ricos e antecedendo Amores con trampa. É uma adaptação da série espanhola Ana y los 7, produzida pela La 1 entre 2002 a 2005.
A trama é protagonizada por Silvia Navarro e Jorge Salinas; co-protagonizada por Fabiola Campomanes, Adrián Uribe, Pablo Montero, Paulina Goto, Juan Pablo Gil e Beatriz Morayra; os primeiros atores René Casados e Rafael Inclán; e antagonizada por Mayrín Villanueva, Lisardo e Carmen Salinas.

## Enredo
Ana Leal é uma mulher alegre e otimista. Está feliz, pois finalmente entregaram a ela as escrituras de sua casa, uma propriedade pequena que, com sua melhor amiga Jennifer, conseguiu obter com muito esforço; mas um desastre destrói sua casa e Ana perde tudo o que tem.
Enquanto isso, conhecemos Fernando Lascuráin, um prestigiado empresário que se lembra com tristeza que há um ano morreu sua esposa. Fernando é o pai de sete filhos: Fanny de 19 anos, Nando de 17 anos, Alicia de 14 anos, Sebastião de 11 anos, os gêmeos Alex e Guille de 8 anos e a pequena Luz de 5 anos. Estes sete “pequenos” se encarregaram de fazer a vida de dezenas de babás impossível, mas Fernando precisa urgentemente de uma babá que cuide de seus filhos.
Ana, desesperada pela terrível situação que está vivendo, se vê na necessidade de pedir ajuda financeira a Dorival, o dono do bar “Chicago”, um clube noturno para homens, onde trabalha Ana e Jennifer. Ele concede o empréstimo em troca de que Ana assine um contrato que a obriga a continuar dançando pelas noites nesse bar por um ano.
Os maiores sonhos de Ana é ser dançarina de Balé e ter uma família, mas seu namorado Johnny, que também é seu representante, ao invés de ajudá-la, a atrapalha ainda mais, além de fugir de compromisso.
As necessidades e a vontade de se superar, levam Ana a buscar outro trabalho. Sua falta de experiência, e sua educação precária complicam o processo de ela encontrar um trabalho estável. Mas o destino tem algo preparado a ela: por uma confusão, Ana termina chegando à mansão Lascuráin sem saber que lá encontrará tudo o que sempre sonhou.
Ana tem uma conexão imediata com Luz e ajudará para que a pequenininha volte a falar. Os outros filhos, pelo contrário, procuram fazer a vida de Ana impossível para que ela vá embora como as outras babás. Quando Ana conhece Fernando, entre eles surge uma corrente “elétrica”, apesar de ser polos opostos, a atração é inevitável.
Como babá, Ana supera todos os desafios e obstáculos que as crianças lhe dão. Compartilha com eles a dor de ter perdido sua mãe, e com carinho, sorrisos e brincadeiras, os devolverá a alegria. Já com Fernando, terá que vencer obstáculos mais complicados, como Isabela, uma mulher culta, refinada e que foi treinada pela mãe Yolanda para caçar um milionário: Fernando Lascuráin.
A cabeça diz a Fernando que Isabela é a melhor candidata, mas o coração indica que é Ana, essa mulher espontânea e livre, que voltou a despertar a paixão nele. Já Ana, viverá uma difícil confusão quando conhecer Diego, o irmão mais novo de Fernando, um homem liberal e aventureiro, que tentará conquistá-la.
O amor entre Ana e Fernando é inevitável, mas precisarão de um coração forte que os ajude a superar cada uma das dificuldades que o destino preparou para eles.

## Produção
Inicialmente o produtor Juan Osorio queria que os protagonistas fossem Blanca Soto e Fernando Colunga, que atuaram juntos em Porque el amor manda.
Para o papel de protagonista foram cotadas Ninel Conde e Marlene Favela. Com a recusa de ambas, e mesmo após o produtor ter desmentido, Silvia Navarro ficou com a personagem protagonista.
Mayrín Villanueva, que também foi uma das candidatas a protagonista da trama acabou ficando com papel de antagonista.
Já para interpretar o protagonista da trama, foram cotados os atores Iván Sánchez e David Zepeda. Jorge Salinas deixou o elenco da novela La malquerida e acabou se tornando o protagonista.
Para dar vida a sua personagem, Silvia Navarro teve aulas de pole dance.
As gravações da trama se iniciaram em 21 de abril de 2014, e duraram cerca de 10 meses.

## Elenco
| Ator/Atriz              | Personagem                                                                                     |
| ----------------------- | ---------------------------------------------------------------------------------------------- |
| Silvia Navarro          | Ana Leal / Ana Fontes de Lascuráin                                                             |
| Jorge Salinas           | Fernando Lascuráin Borbolla                                                                    |
| Mayrín Villanueva       | Isabela Vázquez de Castro Valverde / Isabela Vázquez de Castro Valverde de Lascuráin           |
| Adrián Uribe            | Juan "Johnny" Gutiérrez Peres                                                                  |
| Fabiola Campomanes      | Jennifer Rodrigues / Jennifer Rodrigues de Lascuráin / Jennifer Rodrigues de Gutiérrez "Jenny" |
| René Casados            | Bruno Romero                                                                                   |
| Pablo Montero           | Diego Lascuráin Borbolla                                                                       |
| Paulina Goto            | Estefânia "Fanny" Lascuráin Diez                                                               |
| Lisardo                 | Henrique Basurto                                                                               |
| Polo Morín              | Fernando "Nando" Lascuráin Diez                                                                |
| Juan Pablo Gil          | León González Contreras                                                                        |
| Rafael Inclán           | Nicolas "Nico" Lascuráin                                                                       |
| Isidora Vives           | Alícia Lascuráin Diez                                                                          |
| Emilio Osorio           | Sebastião Lascuráin Diez                                                                       |
| José Pablo Alanís       | Guilherme "Guille" Lascuráin Diez                                                              |
| Manuel Alanís           | Alessandro "Alex" Lascuráin Diez                                                               |
| Isabella Tena           | Luz Lascuráin Diez                                                                             |
| Norma Herrera           | Soledade Fontes                                                                                |
| Carmen Salinas          | Yolanda Valverde de Vázquez de Castro                                                          |
| Diego Escalona Zaragoza | Maurício "Mau" González Sáenz                                                                  |
| Bea Ranero              | Edith Blanco                                                                                   |
| Daniela Cordero         | Helena Olavarreta                                                                              |
| Beatriz Morayra         | Manuela Limão / Manuela Limão de Romero                                                        |
| Omar Yubeili            | Pablo Gutiérrez                                                                                |
| Alejandra Jurado        | Margarida Contreras de González                                                                |
| Jorge Aravena           | Dr. Ángel Altamirano                                                                           |
| Jaime de Lara           | Vladimir "Lenin"                                                                               |
| Margarita Vega          | Natália Medel                                                                                  |
| Karla Farfán            | Laura                                                                                          |
| Luz Elena González      | Magdalena "Magda"                                                                              |
| Elba Jiménez            | Edna Rico                                                                                      |
| Cecilia Galliano        | Linda Riquelme Ponte                                                                           |
| Yhoana Marell           | Regina Nayeli Lopes Peres                                                                      |
| Raúl Buenfil            | Dorival Martins                                                                                |
| María José Mariscal     | Saraí do Passo                                                                                 |
| Giuseppe Gamba          | Zeus Idelfonso Gimenes                                                                         |
| Sergio DeFassio         | Rômulo das Fontes Salomão                                                                      |
| Lupita Lara             | Rubi                                                                                           |
| Tony Balardi            | Radamés                                                                                        |
| Miranda Kay             | Briana                                                                                         |
| Roberto Romano          | Gustavo "Gus" Sanches                                                                          |
| Alejandro de la Torre   | André                                                                                          |
| Lalo Palacios           | Jaime Morales                                                                                  |
| Abraham Batarse         | Vicente                                                                                        |
| Paola Archer            | Beatriz "Betty" de la Torre                                                                    |
| Marcela Páez            | Maria                                                                                          |
| Georgina Holguín        | Esperança                                                                                      |
| Daniela Goyri           | Diana                                                                                          |
| Bárbara Falconi         | Bárbara                                                                                        |
| Alida Torres            | Alida                                                                                          |
| Olivia Collins          | Paulina de Olavarreta                                                                          |
| Mariliz León            | Maristela                                                                                      |
| José Montini            | Beto                                                                                           |
| Raúl Ávila              | Arquimedes Papandreu                                                                           |
| Eduardo Carabajal       | Dr. Tomás Coelho                                                                               |
| Marco Corleone          | Mike "Picadinho"                                                                               |
| Victoria Camacho        | Tamara Sáenz de González                                                                       |
| Karla Gómez             | Estefânia Diez de Lascuráin                                                                    |
| Arturo Lorca            | Henrique Rosas                                                                                 |
| Nayat Caram             | Domênica                                                                                       |
| Diva Gorgorocha         | Diva                                                                                           |
| Mariana Rivera          | Érika                                                                                          |
| Carlos Jaime            | Lázaro                                                                                         |
| Arturo Posada           | David Sanches                                                                                  |
| Mafer Lara              | Perla                                                                                          |
| Michelle Rodríguez      | Ana Lopes                                                                                      |
| Maricarmen Vela         | Sra. Velázquez                                                                                 |
| Kelchie Arizmendi       | Dra. Sofía                                                                                     |
| Axel                    | Axel Gutiérrez                                                                                 |
| Eduardo Cáceres         | Delegado                                                                                       |
| Sussan Taunton          | Médica                                                                                         |
| Alejandro Villeli       | Dono da loja Clave de Sol                                                                      |
| July Calderón           | Cantora                                                                                        |
| Rubén Cerda             | Papai Noel / Dentista                                                                          |
| Mariana Echeverría      | Atendente da farmácia                                                                          |
| Ale Müller              | Admiradora de Nando                                                                            |
| Laura Bozzo             | Ela mesma                                                                                      |
| Mauricio Clark          | Ela mesma                                                                                      |
| Daniela Romo            | Ela mesma                                                                                      |
| Pandora                 | Elas mesmas                                                                                    |
| Kaay                    | Elas mesmas                                                                                    |

## Exibição

### No México
Foi reprisada pelo seu canal original de 23 de abril a 24 de agosto de 2018 em 90 capítulos substituindo Teresa e sendo substituída por Fuego en la sangre, ao meio-dia.
Foi reprisada pelo TLNovelas de 22 de abril a 23 de agosto de 2019, substituindo Yo amo a Juan Querendón e sendo substituída por Zacatillo, un lugar en tu corazón. Voltou a ser reprisada pelo canal de 22 de junho a 10 de julho de 2020, substituindo Cómplices al rescate e sendo substituída por Amores con trampa.

### No Brasil
Foi exibida pela primeira vez pelo SBT de 29 de fevereiro a 29 de agosto de 2016, em 131 capítulos, sucedendo A Dona e sendo substituída por A Gata.
Foi reprisada pela primeira vez pelo SBT de  4 de novembro de 2019 a 29 de abril de 2020, em 128 capítulos, substituindo A Que Não Podia Amar, e sendo substituída por O Que a Vida me Roubou.
Foi exibida pelo canal pago TLN Network de 4 de março a 3 de novembro de 2024 substituindo Menina Amada Minha e sendo substituída por Meu Pecado.
A novela possui duas dublagens, ambas feitas no Rio de Janeiro. A dublagem da Rio Sound foi exibida na emissora de televisão SBT, e a da Som de Vera Cruz na emissora angolana Zap Novelas.

### Portugal
Foi exibida pela RecordTV Europa de 25 de março a 26 de novembro de 2024 substituindo Café com Aroma de Mulher e sendo substituída por Mar de amor.

### Angola e Moçambique
Foi exibida pela Zap Novelas de 5 de maio de 2016 a 6 de janeiro de 2017, em 177 capítulos, às 17h em Angola e 18h em Moçambique, sucedendo Chiquititas e sendo substituída por Cúmplices de um Resgate.

## Audiência

### No México
A trama estreou com 22.8 pontos, índice considerado bom. Porém ao longo do tempo, esses números foram crescendo. Bateu recorde de audiência em 3 de novembro de 2014, quando alcançou 28.4 pontos. Já sua menor audiência é de 13.5 pontos, alcançada em 31 de dezembro de 2014.
Seu último capítulo, com duração de duas horas e meia, teve média de 27.9 pontos. Teve média geral de 25 pontos, e é considerada um grande sucesso, já que sua meta era de 20 pontos.

### No Brasil
Exibição Original
A trama estreou com ótimos índices na Grande São Paulo. Segundo dados consolidados, a novela marcou 9.5 pontos de média, com pico de 11.
Essa é a maior audiência de uma estreia de novelas da tarde em anos. Já o segundo capítulo conquistou 9.4 pontos e picos de 11
O terceiro capítulo marcou 9.9 pontos, garantiu a vice-liderança isolada, e sendo a maior audiência da trama, e também uma das maiores audiências da história das novelas da tarde no SBT nos últimos anos.
Sua menor audiência é de 5 pontos, alcançada em 21 de abril de 2016 no feriado de Tiradentes.
Mantinha médias de 8 e 9 pontos e brigava pela vice-liderança em diversos capítulos no horário das 18h30, competindo com a novela Êta Mundo Bom da Rede Globo, com o jornal Cidade Alerta e a novela Escrava Mãe da Rede Record. A audiência é superior a de suas antecessoras A Dona, A Usurpadora, A Feia Mais Bela, Por teu amor e O Privilégio de Amar.
A audiência média do capítulo 1 até o 95 superou todas as outras novelas exibidas no horário na década de 2010.
O último capítulo bateu recorde e marcou 10.3 pontos de média em São Paulo. Terminou com 7.8 de média geral, a mesma média final de Coração Indomável.
Reprise
Retornou a grade do SBT com 6.2 pontos, empatando com o Cidade Alerta. O segundo capítulo registrou 6.8 pontos, chegando inclusive a assumir a vice-liderança, melhorando os índices do primeiro capítulo. O terceiro capitulo marcou 7.1 pontos, chegando a assumir a vice-liderança. O quarto capítulo obteve crescimento de 1% e cravou 7.2 pontos.
Em 16 de janeiro de 2020, registrou 7.7 pontos com picos de 9, chegando a ficar na vice-liderança por alguns minutos. Em 22 de janeiro, bateu recorde e marcou 8.1 pontos, agora fechando na vice-liderança isolada. Em 26 de fevereiro de 2020 e em plena quarta feira de cinzas bate novo recorde, marcando 8.5 pontos com picos de 9.7. Em 23 de abril de 2020, bateu novo recorde marcando 8.6 pontos.
Bateu recorde negativo em 25 de dezembro de 2019 com 3.5 pontos.
O último capítulo marcou 9.0 pontos, se tornando a sua maior audiência. A reprise fechou com 6.5 de média geral, índice considerado satisfatório para o horário.
Apesar de oscilar algumas vezes entre o terceiro e quarto lugar, a novela vinha mantendo o desempenho de sua antecessora, além de impulsionar a grade com médias entre 6 e 7 pontos, chegando a 8, muitas vezes elevando as baixas médias recebidas de atrações anteriores, superando algumas tramas apresentadas anteriormente.

## Trilha Sonora
| Faixa | Música                   | Intérprete                   | Duração |
| ----- | ------------------------ | ---------------------------- | ------- |
| 1     | Mi corazón es tuyo       | Kaay & Axel                  | 3:18    |
| 2     | Llévame despacio         | Paulina Goto                 | 4:26    |
| 3     | Volveremos a ser         | Los niños                    | 2:15    |
| 4     | Todos en la cocina/ eres | Silvia Navarro e as crianças | 1:55    |
| 5     | Te tengo y no            | Pablo Montero                | 2:07    |
| 6     | Maquina del tiempo       | Abraham Batarse              | 4:11    |
| 7     | De cabeza                | Poncho y Valeria             | 3:24    |
| 8     | Shalala                  | La Klave                     | 3:32    |
| 9     | Yo voy contigo           | Brisa Carrillo               | 2:07    |
| 10    | Ahora quién              | Marc Anthony                 | 5:09    |
| 11    | Nunca dije               | Kaay                         | 3:02    |
| 12    | Piensa un poco em mi     | Gommah                       | 3:31    |

## Exibição Mundial
| Título              | País                 | Emissora               |
| ------------------- | -------------------- | ---------------------- |
| Mi Corazón es Tuyo  | México               | Canal de Las Estrellas |
| Mi Corazón es Tuyo  | Estados Unidos       | Univision              |
| Mi Corazón es Tuyo  | Porto Rico           | Univision              |
| Mi Corazón es Tuyo  | Venezuela            | Venevisión / Televen   |
| Mi Corazón es Tuyo  | Panamá               | Telemetro              |
| Mi Corazón es Tuyo  | República Dominicana | Telemicro              |
| Mi Corazón es Tuyo  | Paraguai             | Telefuturo             |
| Mi Corazón es Tuyo  | Equador              | Teleamazonas           |
| Mi Corazón es Tuyo  | El Salvador          | TCS Canal 2            |
| Mi Corazón es Tuyo  | Honduras             | Televicentro           |
| Mi Corazón es Tuyo  | Peru                 | América Televisión     |
| Mi Corazón es Tuyo  | Chile                | Mega                   |
| Mi Corazón es Tuyo  | Espanha              | Nova                   |
| Moje Srce je Tvoje  | Eslovênia            | POP TV                 |
| Meu Coração É Teu   | Brasil               | SBT                    |
| O Meu Coração É Teu | Angola · Moçambique  | Zap Novelas            |

## Prêmios e Indicações

### Prêmios TVyNovelas 2015[53]
| Nomeado                                          | Categoria                    | Resultado |
| ------------------------------------------------ | ---------------------------- | --------- |
| Juan Osorio                                      | Melhor Telenovela            | Venceu    |
| Jorge Salinas                                    | Melhor Ator Protagonista     | Indicado  |
| Mayrín Villanueva                                | Melhor Atriz Antagonista     | Indicada  |
| René Casados                                     | Melhor Primeiro Ator         | Indicado  |
| Paulina Goto                                     | Melhor Atriz Juvenil         | Venceu    |
| Juan Pablo Gil                                   | Melhor Ator Juvenil          | Indicado  |
| Marcia del Río, Alejandro Pohlenz e Pablo Ferrer | Melhor História ou Adaptação | Indicados |
| Jorge Fons, Aurelio Ávila e Lili Garza           | Melhor Direção de Cena       | Indicados |
| Juan Osorio                                      | Melhor Elenco                | Indicado  |
| Mi corazón es tuyo                               | Telenovela Multiplataforma   | Venceu    |

### Prêmios People em Espanhol[54]
| Nomeado(a)     | Categoria           | Resultado |
| -------------- | ------------------- | --------- |
| Silvia Navarro | Melhor Atriz do Ano | Venceu    |

### Premios Juventud[55]
| Nomeado(a)     | Categoria                   | Resultado |
| -------------- | --------------------------- | --------- |
| Jorge Salinas  | Meu Protagonista Favorito   | Venceu    |
| Silvia Navarro | Minha Protagonista Favorita | Venceu    |
| Paulina Goto   | Minha Protagonista Favorita | Indicada  |

### Prêmios Kids Choice Awards México[56]
| Ano  | Nomeado              | Categoria                 | Resultado |
| ---- | -------------------- | ------------------------- | --------- |
| 2015 | Paulina Goto         | Melhor Atriz Favorita     | Venceu    |
| 2015 | Polo Morín           | Melhor Ator Favorito      | Venceu    |
| 2015 | Mi corazón es tuyo   | Melhor Série ou Programa  | Indicado  |
| 2015 | Emilio Osorio Marcos | Melhor Revelação Favorita | Indicado  |
| 2015 | Juan Pablo Gil       | Melhor Revelação Favorita | Indicado  |

### Prêmio Bravo[57]
| Nomeado              | Categoria            | Resultado |
| -------------------- | -------------------- | --------- |
| Emilio Osorio Marcos | Melhor Ator Infantil | Venceu    |